# Renfe série S-592

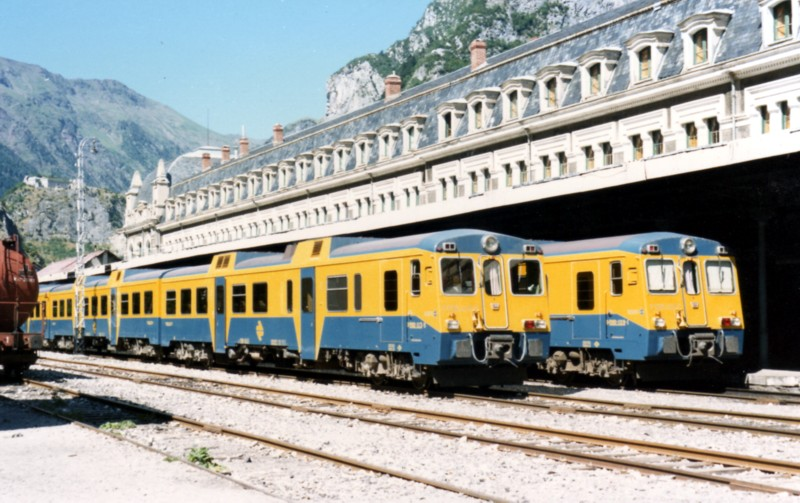
Les 592-113 et 129 à Canfranc. Août 1985

La série 592 est une série d'automoteurs de la Renfe, les chemins de fer espagnols.

## Origine de la série
Au cours de la seconde moitié des années 1970, la Renfe est consciente de la nécessité de renouveler son parc d'autorails, que ce soit pour les services longue distance ou pour la banlieue. Les TAF, TER et autres Ferrobuses sont désormais dépassés. Deux modèles retiennent l'attention à l'étranger : les Aln 668 des FS construits par FIAT, et les 614 de la DB conçus par MAN. La Renfe abandonne vite l'idée de se doter d'une série spécifique pour chaque service, et doit se contenter des modèles standards de chaque constructeur. La série 592 constitue donc la version ibérique des 614 de la DB, initialement destinée aux relations à moyenne et longue distance et la série 593 sera une rame tri caisse dérivée des Fiat ALn 668.

## Conception
Le cahier des charges pour la fourniture des futurs autorails est publié en février 1977. C'est MACOSA qui remporte le concours. La firme dessine une caisse entièrement nouvelle, mais collabore avec MAN pour l'équipement en air climatisé. Les 120 motrices et 12 remorques sont fabriquées dans les usines de Barcelone, les 20 motrices restantes et la totalité des bogies à l'usine de Valence. Les 58 remorques manquantes sont fabriquées par ATEINSA dans ses ateliers de Villaverde-Bajo, près de Madrid.
- Les 592-001-2 à 592-080-6 sont fabriquées par MACOSA en 1982
- Les 592-081-4 à 592-132-5 sont fabriquées par MACOSA en 1983
- Les 592-133-3 à 592-140-8 sont fabriquées par MACOSA en 1984

Les motrices pilotes sont divisées en trois compartiments séparés par les plates-formes d'accès et offrent un total de 72 places, sauf sur certaines unités équipées d'un petit fourgon postal pour lesquelles la capacité n'est que de 56 places. Les remorques intermédiaires offrent une capacité de 84 places. Les sièges sont orientables dans le sens de la marche. Chaque véhicule moteur possède son propre bloc moteur/transmission, avec attaque sur les essieux internes de chaque bogie. Le groupe générateur est installé sous la remorque.
Toute la série sort d'usine avec une livrée jaune et bleue dérivée de la livrée « Mazinger » appliquée aux locomotives 269.2. Elle va la conserver une dizaine d'années, puisque les premières unités reçoivent la nouvelle livrée blanche et orange de l'UN (activité) de Regionales en novembre 1991.
Parmi les premières modifications qui affectent la série à la fin des années 1980, on peut noter la suppression des rétroviseurs rétractables dont la commande pneumatique causait de nombreux soucis. Ils sont remplacés par des modèles fixes type automobile. À la même époque, un total de vingt unités sont transformées par les ateliers de Valladolid avec installation d'une cafeteria et de compartiments de première classe dans les remorques, les sièges provenant de voitures de la série AA 9000.

## Service
L'unité tête de série 592-001 est livrée le 24 juillet 1981. Elle est officiellement présentée au public à Madrid le 26. Ces autorails sont aussitôt surnommés « MAN » ou « camellos » (chameaux) en raison des deux protubérances présentes sur le toit de chaque véhicule.
Après les essais règlementaires d'usage, les premières rames sont affectées au dépôt de Valence-Fuente de San Luis. Ils commencent leur service commercial sur Valence-Gandia le 22 mars 1982, en remplacement des ferrobus de la série 591. Avec la livraison de nouvelles unités, leurs services s'étendent progressivement vers Alcoy, et au cours de l'été vers Murcie, Alicante, Carthagène. Le dépôt de Saragosse-Delicias reçoit ses premières unités en 1983. À partir de mai, il les engage sur Valladolid, Lérida, Huesca, Canfranc, Teruel, Balaguer, et La Pobla de Segur. Les 592 de Saragosse sont également appelés en remplacement des TER sur le Barcelone-Salamanque en cas de défaillance.
Lorsque les dernières unités sont livrées, en 1984, toute la série est répartie entre ces deux dépôts.
Les nombreuses fermetures de lignes intervenues sur la Renfe en 1985 réduisent leur rayon d'action : les services Valladolid-Ariza-Calatayud-Saragosse, Valence-Liria, Valence-Grenade, Burgos-Calatayud, et Barcelona-Salamanca leur échappent définitivement.
La série se retrouvant en surnombre, six unités sont mutées au dépôt de Grenade au cours de l'été 1985. Elles assurent du service sur l'étoile de Bobadilla.
En 1986, deux unités voient leurs remorques équipées d'un compartiment de première classe à titre expérimental et sont engagées sur la relation Madrid-Cuenca-Valence-Gandia. Le même hiver, la caténaire connaissant de nombreux problèmes, des 592 sont engagées sur Barcelone-Ripoll.
À compter du 31 mai 1987, les unités dotés de la première classe sont engagées sur de nouveaux services appelés Rapido Automotor sur des relations longues distances : Madrid-Algesiras, Valence-Irun-Bilbao, etc.
En mai 1988, les derniers ferrobus de la série 591 sont réformés. La totalité des TER et des 592 et 593 passe alors au parc interurbain, à une époque où la séparation des activités se profile.
Le dépôt de Salamanque reçoit une petite dotation de 592 au service d'été 1989, suivi de Madrid l'année suivante. En 1991, les 592 de Saragosse sont rattachés à Valence, ceux de Grenade à Séville. Les rames de première classe, remplacées par des trains conventionnels, sont remises au type par démontage de leurs équipements spécifiques. Ceux-ci sont remontés, en plus petit nombre, sur certaines motrices… La même année, les ateliers de Valladolid créent un 592 un peu particulier à cinq caisses avec les motrices 592-025, 026 et 031 et les remorques 014 et 021. Cet engin un peu particulier est connu sous le surnom de « Talguillo ».
Les 592 connaissent une grande activité en 1992, année de l'exposition universelle de Séville et des XXVe jeux olympiques de Barcelone.
Les progrès de l'électrification du réseau et l'arrivée massive des 447 rendent disponibles de nombreuses 592. En 1994, sept unités du dépôt de Valence sont expédiées aux ateliers de Valladolid et rééquipées de moteurs MAN plus puissants. Premier terminé, le 592-028 est envoyé en Galice et engagé sur le Regional Exprés Vigo-La Corogne à partir de septembre. Les résultats sont tout à fait satisfaisants.
Au vu de cette expérience, la Renfe négocie avec la région Andalousie pour la création de nouveaux services sur Grenade-Almeria. La décision est alors prise de moderniser une partie du parc des 592, avec réfection complète des aménagements intérieurs et augmentation de l'espace disponible, installation du nouveau moteur, amélioration des circuits de freinage et de refroidissement. Les éléments modifiés reçoivent une nouvelle livrée à base de blanc, de gris et d'orange pour les différencier du reste de la série. Devant le succès rencontré, tous les 592 du dépôt de Séville sont modifiés sur ce type à l'occasion des grandes révisions générales.
En janvier 1996, le matériel est réparti entre les différentes activités : l'UN de Regionales reçoit 46 rames, l'UN de Cercanias 23 (dont la rame à cinq caisses).
Chaque unité de production va tester diverses améliorations sur son matériel. La première porte sur l'installation du GPS.
Les unités Cercanias sont envoyées aux ateliers de Valladolid pour recevoir de nouveaux aménagements intérieurs et la livrée spécifique à cette activité.
En 2010, 17 rames sont louées aux CP - Comboios de Portugal. Les dix premières unités seront mises en service en 2010 et sept en 2011.